# Vinz
Vinz (València, 1979) és un artista urbà valencià, conegut pel projecte Feel Free, iniciat als carrers de Russafa a principis de la dècada de 2010.
El seu treball consisteix bàsicament en sticker art, on a partir de fotografies editades per ordinador realitza impressions a gran escala que posteriorment són enganxades a la via pública i intervingudes amb aerosols o pintures acríliques. La seua obra destaca per la sobreposició, en cossos nus d'humans, de caps d'animals, sovint pardals.
En 2012, durant la realització de l'Incubarte de Velluters va fer una actuació on tres dels seus cossos amb cap d'animal eren reprimits per policies, i que era un homenatge a les dones dels miners en vaga que per aquelles dates havien portat les seues protestes al Congrés dels Diputats. El mural va ser arrancat per agents de policia, el que va provocar les queixes de l'artista i la denúncia dels responsables del festival.
El 2017 inaugurà al Centre del Carme l'exposició Joc, una sèrie al voltant de la pilota valenciana, junt amb el fotògraf Txema Rodríguez.